# Jan Snela
Jan Snela (geboren 1980 in München) ist ein deutscher Schriftsteller.

## Leben
Jan Snela wurde in München geboren und lebt in Tübingen und in Stuttgart.  Er studierte Komparatistik, Slawistik und Rhetorik in München und Tübingen, wo er auch am dem kreativen Schreiben gewidmeten Programm „Studio Literatur und Theater“ der Eberhard Karls Universität teilnahm. 2010 gewann er den Preis für Prosa beim 18. Open Mike in Berlin. Auf Einladung von Meike Feßmann las er seine Erzählung Araber und Schakale beim Ingeborg-Bachmann-Preis 2016. Im selben Jahr erschien im Verlag Klett-Cotta sein literarisches Debüt, der Erzählungsband Milchgesicht. Ein Bestiarium der Liebe, für den er 2017 mit dem Clemens-Brentano-Preis ausgezeichnet wurde. Mehrere Monate lang begleitete er seinen erkrankten Vater Bogdan Snela in dessen Sterben und widmete dieser Erfahrung ein  Hörspiel mit dem Titel Sprache du Vater Tod. Eine Bredouille, das im Februar 2023 vom Bayerischen Rundfunk ausgestrahlt wurde. Im Jahr 2025 erschien bei Klett-Cotta sein Roman-Debüt Ja Schnecke, ja. Im folgenden März belegte der Roman Platz 8 auf der SWR-Bestenliste.

## Rezeption Milchgesicht
Über den Erzählungsband Milchgesicht schrieb Leo Schwarz in der Literaturbeilage der Zeit im März 2016, Jan Snela erweise sich damit als „raffinierter Sprachakrobat“. „Naiv und unbedarft wie Kinder“ agierten die Figuren der Geschichten „gegen den Normalitätssinn ihrer Umwelt“ und verschrieben sich so „ihren ganz eigenen Definitionen von Wirklichkeit“. Sie vollzögen so „eine kleine Revolte gegen die Festgefahrenheit ihres Lebens“, wovon Snela in einer „Sprache voll ausgetüftelter Wortschöpfungen und phonetischer Raffinesse“ erzähle.
Hans-Peter Kunisch beschreibt das Buch in der Süddeutschen Zeitung vom 13. Juni 2016 als mehr vom Klang denn vom Plot getrieben. Handlung sei „jeweils da, aber nicht entscheidend“. Die Hauptrolle falle „der Sprachmusik zu“, der Erzähler setze fernab erzählerischer Konventionen „ungeniert seine Marke“, was die Erzählungen zu einer „wilde[n], erfrischende[n] Angelegenheit, gerade in Zeiten von Selbstoptimierung und Überanpassung, auch bei Schriftstellern“ mache.
In der Frankfurter Allgemeinen Zeitung vom 12. März 2016 bezeichnet auch Jan Wiele die Abkehr von der Normalität als „Grundgestus dieses Erzählens“. Hier wolle „einer partout nicht akzeptieren, dass der Alltag grau ist“ und stemme sich „mit allen Mitteln der Sprachphantasie dagegen“. Snelas Stil suche „gezielt die Übertreibung, immer die sprachliche Opulenz und nie die Sparsamkeit“, was im Kritiker „gleichzeitig Verärgerung und Begeisterung“ auslöse. Der komische, oft überladene Stil stelle sich letztlich als „ein trotziges Aufbäumen gegen die traurige Situation[en]“ der „vom Scheitern bedrohten Hauptfigur[en]“ dar. Stellenweise erreiche Snelas „Phantastik auch die Qualität des Unheimlichen, wie man es bei Kafka oder jüngst in den Werken von Clemens J. Setz“ vorfinde.
In seiner Rezension in der Stuttgarter Zeitung vom 15. Juli 2016 sieht Stefan Kister durch Snelas Erzählungen eine „defiziente Welt“ in einem „heiteren Licht“ erstrahlen. Weil „der dunkle Grund […], über dem dieser Erzähler seine luftigen Spiele treibt […] stets vernehmbar“ bleibe, lese man „diese Geschichten gebannt wie selten Texte, die ihrer Schreibweise nach wohl dem Gebiet des Experimentellen zuzuschlagen wären“.
Die Jury des Clemens-Brentano-Preises begründete ihre Entscheidung, Milchgesicht auszuzeichnen, mit den Worten: „Jan Snela ist ein Meister der Sprache und Fabulierkunst. In ‚Milchgesicht. Ein Bestiarium der Liebe‘ schafft er artifizielle Worträume aus Sprachspiel und Sprachwitz. In dieser rhythmischen Wirklichkeit voller Wortkaskaden und Neuschöpfungen verflüchtigt sich für die Figuren zunehmend die Realität. Snelas verlorenen Helden bleibt nur, sich an Sprache aufzurichten und festzuhalten.“

## Stipendien (Auswahl)
- Arbeitsstipendium des Förderkreises der Schriftsteller:innen in Baden-Württemberg (2011 und 2016)
- Künstlerdorf Schöppingen (2013)
- Kunststiftung Baden-Württemberg (2014)
- Literarisches Colloquium Berlin (2016)
- Baldreit-Stipendium der Stadt Baden-Baden (2018)
- Grenzgänger-Stipendium (2019)
- Schloss Wiepersdorf (2020)
- Künstlerhaus Edenkoben (2022)

## Auszeichnungen
- Preis für Prosa beim 18. Open Mike (2010)
- Einladung zum Ingeborg-Bachmann-Preis (2016)
- Clemens-Brentano-Preis (2017)

## Buchveröffentlichungen
- Milchgesicht. Ein Bestiarium der Liebe. Klett-Cotta, Stuttgart 2016. ISBN 978-3-608-98307-4
- Ja, Schnecke, ja. Roman. Klett-Cotta, Stuttgart 2025. ISBN 978-3-608-96240-6

## Beiträge in Anthologien und Zeitschriften (Auswahl)
- Vogel mit Landschaft. Zu H.C. Artmanns poetischer Vogelkunde in: Neue Rundschau (Frankfurt, 2017)

- Désoeuvrement in: Zurück zur Literatur! Streitbare Essays (München, 2017)

- Frühstück in: Seitenstechen (Erlangen, 2018)

- Bis die Oos in den Ganges mündet in monopol. Zeitschrift für Kunst und Kultur (Sonderheft über Karlsruhe/Baden-Baden) (Berlin, 2019)

- Stimmer oder Die Lichtung des Seins in Neue Rundschau (Frankfurt, 2019)

- Dass diese Furcht zu irren… in: Stuttgart zum Verweilen (Literarischer Stadtführer, Reclam, 2021)

## Radio-Arbeiten
- Das Wolper-Ding. Wie sich der Mensch sein Tier denkt. Radio-Essay, zusammen mit David von Westphalen, in: Nachtstudio, Bayern 2 (2014)

- Gebt mir Möglichkeit oder ich ersticke! Ein ‚Denkmal’ für Gilles Deleuze. Radio-Essay, in: Nachtstudio, Bayern 2 (2015)

- Was die Maus zur Monade macht oder Appetit. in: Radiothema, Bayern 2 (2016)

- Wie aber Liebes? Hölderlin und der Klimawandel. Radio-Essay, in: Nachtstudio, Bayern 2 (2020)

- Sprache du Vater Tod – eine Bredouille. Ein lyrischer Essay, in: Nachtstudio, Bayern 2 (2023)